# Granite & Rainbow

Granite & Rainbow es una revista española nativa digital dedicada a la literatura. Fue fundada en el año 2010 por Ainize Salaberri. Su periodicidad es trimestral.
La revista trata el análisis literario desde el punto de vista del lector, desde una perspectiva más cercana al público, proponiendo en cada número un tema central innovador y arriesgado.
Ha contado entre sus colaboradores a Jenn Díaz, Marta Gómez Garrido, María Zaragoza, Rebeca García Nieto e Ivan Mourin Rodríguez.

## Etapas

### 2010 - 2011
Al frente de la revista se encontraba únicamente Ainize Salaberri en calidad de directora. La publicación tenía un período mensual.

### 2011 - 2014
Continuando la dirección bajo responsabilidad de Salaberri, se creaba un nuevo equipo directivo donde Jenn Díaz era nombrada subdirectora, y se completaba con un consejo editorial formado por Ignacio Ballestero, Verónica Lorenzo Sar, Pedro Larrañaga y David G. Ávila. La publicación pasa a una periodicidad bimensual hasta el año 2012, donde se amplía a trimestral.

### 2015 -
En la actualidad el equipo directivo está formado por Ainize Salaberri como directora y Verónica Lorenzo y Pedro Larrañaga como subdirectores.

## Número especial
En el año 2011 se publicó un número especial en papel gracias al micromecenazgo. Contaba, entre otras cosas, con colaboraciones de Ana Martín Puigpelat, Isabel Núñez, Lorenzo Silva, Jordi Corominas i Julián, Marta Sanz, Pilar Adón, Sofía Castañón y Ricardo Menéndez Salmón.